# Ours brun de Syrie
Ursus arctos syriacus
Sous-espèce
Répartition géographique
Statut de conservation UICN

 EN  : En danger
L'Ours brun de Syrie (Ursus arctos syriacus) est une sous-espèce de l'ours brun.

## Description
La fourrure de l’ours brun de Syrie est généralement de couleur brun très clair et de couleur paille. Les poils du garrot sont plus longs avec une base gris brun et sont souvent d’une teinte différente du reste du corps, vu chez certains individus comme une bande sombre traversant le dos. Les couleurs plus claires apparaissent généralement à des altitudes élevées. Leurs pattes sont plus foncées que le reste du corps. C’est la seule sous-espèce d’ours connu au monde à avoir des griffes blanches. Il est relativement petit comparé aux autres espèces d’ours. Les mâles adultes ont des crânes mesurant environ 30 à 40 cm. L’ours syrien peut peser jusqu’à 250 kilogrammes et mesure de 101 à 140 cm de long, du nez à la queue.

## Répartition géographique
Cette sous-espèce est présente dans une large zone de l'ouest de l'Asie, mais sa population est en déclin, à cause de la destruction de son habitat naturel, ainsi que du braconnage.
À l'origine, l'ours brun de Syrie était présent en Anatolie, en Syrie, au Liban, en Palestine, en Israël, en Irak, en Afghanistan et au nord-ouest du Pakistan, mais il a été peu à peu remplacé, dans le Caucase par l'ours brun eurasien, au Pakistan et en Afghanistan par l'ours isabelle, et au sud de l'Iran par l'ours noir d'Asie.

## Personnages célèbres
- Le caporal ours Wojtek, mascotte du Deuxième corps polonais pendant la Seconde Guerre mondiale.